# Luka Zdenjak
Luka Zdenjak (* 20. Januar 1987 in Zagreb) ist ein kroatischer Badmintonspieler. 

## Karriere
Luka Zdenjak gewann schon als Junior 2004 seinen ersten nationalen Titel in Kroatien. Weitere Titel folgten in jährlichem Rhythmus von 2005 bis 2008. 2010 wurde er Zweiter bei den Morocco International, 2011 Zweiter bei den Ethiopia International.

## Sportliche Erfolge
| Saison | Veranstaltung                     | Disziplin    | Platz | Name                              |
| ------ | --------------------------------- | ------------ | ----- | --------------------------------- |
| 2003   | Kroatien: Juniorenmeisterschaften | Herrendoppel | 1     | Neven Rihtar / Luka Zdenjak       |
| 2004   | Kroatien: Juniorenmeisterschaften | Herrendoppel | 1     | Zvonimir Đurkinjak / Luka Zdenjak |
| 2004   | Kroatien: Einzelmeisterschaften   | Herrendoppel | 1     | Zvonimir Đurkinjak / Luka Zdenjak |
| 2005   | Kroatien: Juniorenmeisterschaften | Herrendoppel | 1     | Zvonimir Đurkinjak / Luka Zdenjak |
| 2006   | Kroatien: Einzelmeisterschaften   | Herrendoppel | 1     | Zvonimir Đurkinjak / Luka Zdenjak |
| 2007   | Kroatien: Einzelmeisterschaften   | Herrendoppel | 1     | Zvonimir Đurkinjak / Luka Zdenjak |
| 2008   | Kroatien: Einzelmeisterschaften   | Herrendoppel | 1     | Zvonimir Đurkinjak / Luka Zdenjak |
| 2008   | Kroatien: Einzelmeisterschaften   | Herreneinzel | 1     | Luka Zdenjak                      |
| 2010   | Morocco International             | Mixed        | 1     | Luka Zdenjak / Rajae Rochdy       |
| 2011   | Ethiopia International            | Mixed        | 1     | Luka Zdenjak / Rajae Rochdy       |